# کارهای کثیف با کارمزدی کم (ترانه)
«کارهای کثیف با کارمزدی کم» (به انگلیسی: Dirty Deeds Done Dirt Cheap) تک‌آهنگی از ای‌سی/دی‌سی است که در آلبوم کارهای کثیف با کارمزدی کم قرار داشت.